# Літинська Оксана Володимирівна
Оксана Володимирівна Літинська (нар. 15 березня 1976, Львів) — відома українська альпіністка, входить в Клуб 7 вершин. Третя українка (22 травня 2019) на Евересті, друга (з різницею 1 доба) на К2 — 28 липня 2021.
Голова Пласту у Великій Британії з 26 березня 2021.

## Життєпис
Оксана Літинська разом з чоловіком Денисом Угрином проживає у Лондоні. Працює фінансовою директоркою CIB International — лондонського банку, що є частиною Standard Bank Group. Подружжя активно волонтерило у львівському «Пласті» й продовжують це робити після переїзду до Лондона.
У грудні 2020 року разом із напарницею – Юлією Зі та шістьма пластунками з куреня "Бунтарки" вперше в історії українського альпінізму зробили українську жіночу експедицію вулканами-п'ятитисячниками в Еквадорі.

### Родина
- Батько — Літинський Володимир Осипович (нар. 1946), геодезист, викладач, доктор філософії з геодезії, автор низки підручників.
- Мати — Літинська Марта Іванівна (нар. 1949) — міжнародний шаховий гросмейстер.
- Брат — Літинський Святослав Володимирович (нар. 1981) — громадський діяч.
- Одружена, виховує доньку.

### Освіта
- Львівський університет, факультет міжнародних відносин